# セックス依存症だった私へ
『セックス依存症だった私へ』（セックスいぞんしょうだったわたしへ、Borderline）は、2008年のカナダの官能恋愛映画。監督はリン・シャルボア、出演はイザベル・ブレとジャン＝ユーグ・アングラードなど。性依存症だった女性が、過去の恋人たちとの性体験を振り返りながら、真実の愛に目覚めていく物語である。
日本では劇場未公開だが、2008年9月3日にアット・エンタテインメントより日本語字幕付きDVDが発売されている。

## キャスト
| 役名       | 俳優                         |
| ---------- | ---------------------------- |
| キキ       | イザベル・ブレ               |
| チェッキー | ジャン＝ユーグ・アングラード |
| ミカエル   | ピエール＝リュック・ブリアン |
| メメ       | アンジェル・クトゥ           |
| キキの母   | シルヴィー・ドゥラポ         |
| カロリーヌ | マリー＝シャンタル・ペロン   |
| エリック   | アントワーヌ・ベルトラン     |